# Gelis philpottii
Gelis philpottii är en stekelart som först beskrevs av Charles Thomas Brues 1922.  Gelis philpottii ingår i släktet Gelis och familjen brokparasitsteklar. Inga underarter finns listade i Catalogue of Life.